# Mats Piho
Mats Piho (* 20. Januar 1990 in Võru, Estland) ist ein ehemaliger estnischer Skispringer und Nordischer Kombinierer. Er sprang für den SÜ Taevatäht. Außerdem trainierte er seinen Bruder Kail Piho. Er konnte bei den nationalen Meisterschaften mehrfach das Podest belegen.

## Karriere

### International
Am 30. November 2007 gab er beim Springen in Kuusamo sein Weltcupdebüt. Am 7. März 2009 wurde er für ein Teamspringen nominiert. Das estnische Team belegte den 13. Platz.
Er nahm 2008 an der Junioren-Weltmeisterschaft in Zakopane teil, wo er den 14. Platz belegte. Im Continental Cup erzielte er nie Punkte.
Im Sommer 2015 wurde er bei den nationalen Sommermeisterschaften im Team Dritter. Dies war sein letzter nationaler Erfolg.
Er trainierte seinen Bruder Kail Piho.

### National
Er stand viele Male auf dem Podium der estnischen Skisprungmeisterschaft und gewann zwei Silbermedaillen und eine Bronzemedaille im Einzelwettbewerb und vier Silber- und vier Bronzemedaillen im Teamwettbewerb.
In der Saison 2012/13 gewann er gemeinsam mit Han-Hendrik Piho den estnischen Meistertitel der Nordischen Kombination im Teamsprint.
Darüber hinaus stand er in beiden Disziplinen auf dem Podium des Wettbewerbs um die nationale Meisterschaft in Juniorenkategorien.
Er konnte auch auf der K-90 Tehvandi-Schanze, welche bei Otepää liegt, den Schanzenrekord brechen. Am 18. Januar 2008 sprang er dort 94 Meter. Der Rekord wurde am 1. Februar 2008 von Jussi Salo gebrochen, welcher mit 98,5 Meter 4,5 Meter weiter sprang.

## Privates
Seine Brüder Kail Piho, Kaarel Piho  und Han-Hendrik Piho waren ebenfalls als Nordische Kombinierer und Skispringer aktiv.